# Igors Miglinieks
Igors Miglinieks (Riga, Sovjet-Unie, tegenwoordig Letland, 4 mei 1964) is een voormalig Sovjet- en Letse basketbalspeler.

## Carrière
Miglinieks begon zijn carrière in 1981 bij VEF Riga. In 1986 stapte hij over naar CSKA Moskou. Met deze club werd hij landskampioen van de Sovjet-Unie in 1988. Sinds 1992 speelde hij voor teams als SG FT/MTV Braunschweig, Olimpas Plunge, BC Blonay, BK Barons en ASK/Brocēni/LMT.
Hij werkte als coach in Letland bij ASK/Brocēni/LMT en in Oekraïne bij BK Kiev. In het seizoen 2003/04 was hij coach van Super League club Arsenal Toela in Rusland. Samen met Jonas Kazlauskas werkte hij twee jaar in China. Twee keer leidde Miglinieks AEL Limasol uit Cyprus naar de landstitel. In 2007 werkte hij als hoofdtrainer bij Spartak Sint-Petersburg. In 2008 werd hij coach van BK Donetsk.

## Privé
Igors heeft een broer, Raimonds Miglinieks, die ook basketbalspeler was.

## Erelijst
- Landskampioen Sovjet-Unie: 1
  - Winnaar: 1988
- Landskampioen Letland: 1
  - Winnaar: 1991
- Olympische Spelen: 1
  - Goud: 1988